# Strangalia melanostoma
Strangalia melanostoma là một loài bọ cánh cứng trong họ Cerambycidae.